# Эльток-Камбар
Эльто́к-Камба́р (крымскотат. El Toq Qambar, Эль Токъ Къамбар, укр. Ельток-Камбар) — исчезнувшее село в Сакском районе Республики Крым (согласно административно-территориальному делению Украины — Автономной Республики Крым), располагавшийся на северо-западе района, в степной зоне Крыма, примерно в 3,5 км почти на восток от современного села Шалаши.

## История
Немецкое лютеранское селение Эльток-Камбар (также Камбар-Эльток), судя по доступным историческим документам, было основано на аренднованной земле в Агайской волости Евпаторийского уезда в конце XIX века и На верстовой карте 1890 года в Эльток-Камбаре уже обозначено 3 двора с немецким населением. Согласно энциклопедическому словарю «Немцы России», на 1905 год деревня имела население 27 человек. По Статистическому справочнику Таврической губернии. Ч.II-я. Статистический очерк, выпуск пятый Евпаторийский уезд, 1915 год, на хуторе Камбар (Эльток) Агайской волости Евпаторийского уезда числилось 4 двора со смешанным населением в количестве 21 человека приписных жителей и 3 — «посторонних», из которых 10 мужчин и 14 женщин. Жители владели 400 десятинами удобной земли. В хозяйствах имелось 65 лошадей, 38 волов, 9 коров и 160 голов мелкого скота.
После установления в Крыму Советской власти, по постановлению Крымревкома от 8 января 1921 года № 206 «Об изменении административных границ» была упразднена волостная система и село вошло в состав Евпаторийского района Евпаторийского уезда, а в 1922 году уезды получили название округов. 11 октября 1923 года, согласно постановлению ВЦИК, в административное деление Крымской АССР были внесены изменения, в результате которых округа были отменены и произошло укрупнение районов — территорию округа включили в Евпаторийский район. Согласно Списку населённых пунктов Крымской АССР по Всесоюзной переписи 17 декабря 1926 года, в селе Эльток-Камбар, Джелалского сельсовета Евпаторийского района, числилось 22 двора, все крестьянские, население составляло 103 человека, из них 67 немцев и 36 русских. После создания 15 сентября 1931 года Фрайдорфского (переименованного в 1944 году в Новосёловский) еврейского национального района Эльток-Камбар включили в его состав. Время упразднения села пока точно не установлено, но на двухкилометровке РККА 1942 года Эльток-Камбар уже не обозначен.